# Szakamoto Rjúicsi
Szakamoto Rjúicsi|坂本 龍一(Nakano, 1952. január 17. – Tokió, 2023. március 28.) japán zeneszerző, zongorista, énekes, producer és színész, aki szólóművészként és a Yellow Magic Orchestra (YMO) tagjaként sokféle zeneistílusban képviseltette magát. Zenésztársaival, Haruomi Hosonoval and Yukihiro Takahashival, számos elektronikus zenei műfajra hatással volt és úttörő szerepet játszott.

## Élete
Szakamoto az 1970-es években, egyetemi évei alatt kezdte karrierjét mint session zenész, producer és zenei szerkesztő. Első jelentős sikerét 1978-ban érte el, mint az YMO társalapítója. Ezzel párhuzamosan szólókarrierjét is folytatta, és 1978-ban kiadta a Thousand Knives című kísérleti elektronikus fúziós albumot. Két évvel később kiadta a B-2 Unit című albumát, amin a "Riot in Lagos" című szám hallható, amely jelentős volt az elektro és a hip hop zene fejlődésében.  További szólólemezeket készített, és számos nemzetközi előadóval dolgozott együtt, köztük David Sylviannal, Carsten Nicolai-val, Youssou N'Dourral és Fennesz -szel. Az 1992-es barcelonai olimpia nyitóünnepségére komponált zenét, az "Energy Flow" (1999) című szerzeménye pedig az első hangszeres kislemez volt a japán Oricon listák történetében.
Filmzeneszerzőként Szakamoto Oscar-, BAFTA-, Grammy- és 2 Golden Globe-díjat nyert.  A Boldog karácsonyt, Mr. Lawrence (1983) c. filmben színészként és filmzeneszerzőként is debütált; a főcímet aztán a " Forbidden Colors " című kislemezbe adaptálták, amely nemzetközi sláger lett. Szakamoto szerezte Margaret Atwood regényének első filmadaptációjához, A szolgálólány meséjéhez a zenét 1990-ben Legsikeresebb filmzeneszerzői munkája az Utolsó császár (1987) volt,  ezt követően pedig olyan filmekhez gyűjtött elismeréseket, mint az Oltalmazó ég (1990), a Kis Buddha (1993) és A visszatérő (2015). Alkalmanként zeneszerzőként és forgatókönyvíróként is dolgozott anime- és videójátékokon. 2009-ben a francia Kulturális Minisztériumtól elnyerte az Ordre des Arts et des Lettres kitüntetést a zenéhez való hozzájárulásáért.

## Stúdióalbumok
- 1978: Thousand Knives
- 1979: Summer Nerves
- 1980: B-2 Unit
- 1981: Left Handed Dream
- 1982: The End of Asia
- 1983: Coda
- 1983: Chanconette Tedesche
- 1985: Esperanto
- 1987: Neo Geo
- 1988: Playing the Orchestra
- 1989: Beauty
- 1990: The Fantasy of Light & Life
- 1991: Peachboy
- 1991: Heartbeat
- 1993: Asian Games
- 1994: Sweet Revenge
- 1995: Smoochy
- 1996: 1996
- 1997: Discord
- 1997: The Other Side of Love
- 1998: BTTB
- 1999: Life in Progress
- 1999: Raw Life Osaka
- 1999: Raw Life Tokyo
- 2000: L.O.L. (Lack of Love)
- 2001: In the Lobby at G.E.H. in London
- 2002: Elephantism
- 2002: Comica
- 2003: Alexei and the Spring
- 2003: Derrida
- 2004: Chasm
- 2004: /04
- 2005: /05
- 2006: Bricolages
- 2007: Ocean Fire
- 2009: Out of Noise
- 2010: Taeko
- 2012: Ancient Future
- 2013: Three
- 2013: Disappearance
- 2015: Perpetual
- 2017: async